# Carence en fer (biologie végétale)

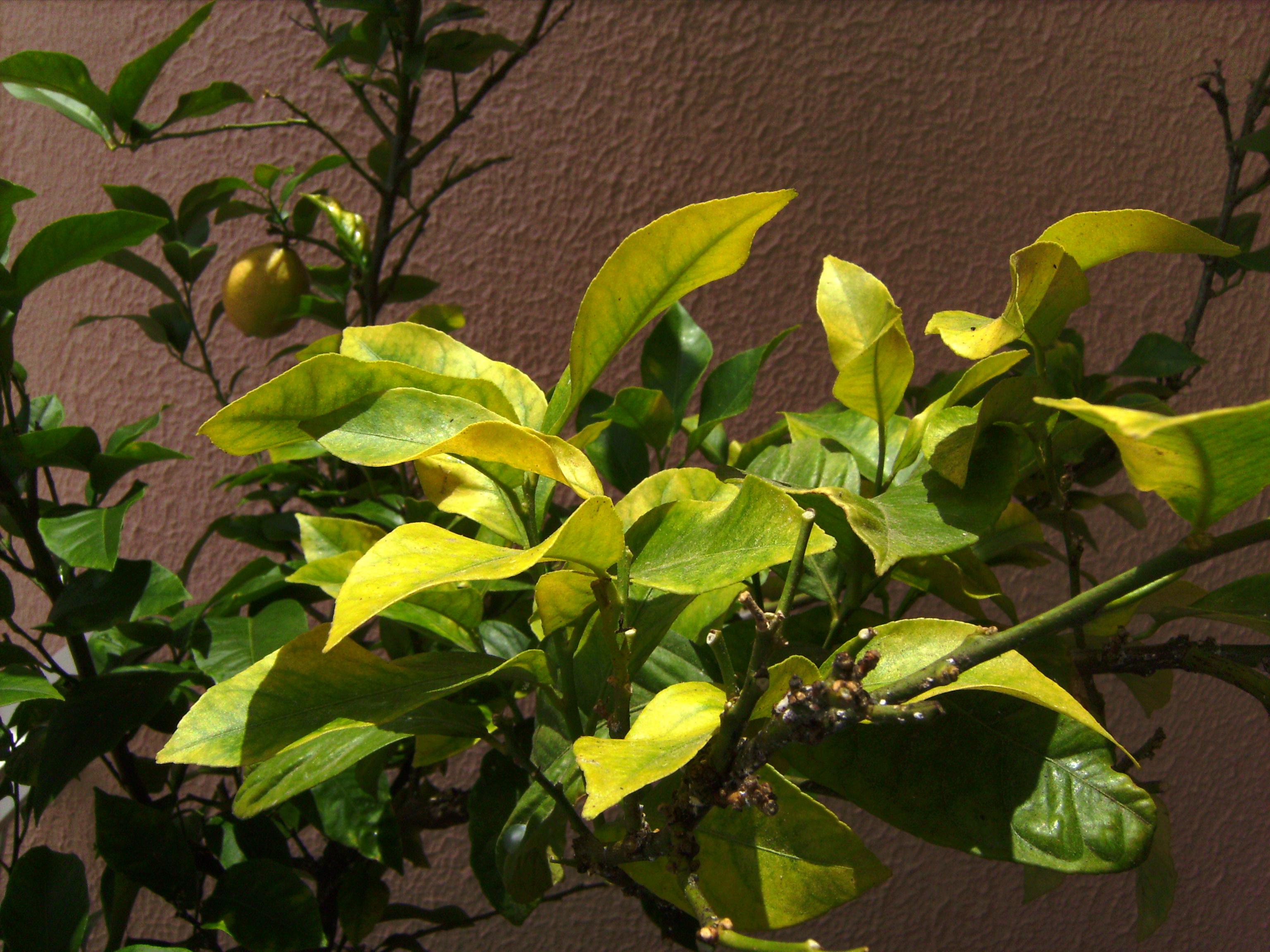
Symptômes de carence en fer sur un citronnier, montrant des feuilles chlorosées. Les rameaux situés à gauche sur la photo portent des feuilles saines.

La carence en fer, ou chlorose ferrique, est un désordre physiologique grave des plantes causé par une faible teneur du sol en fer assimilable. On peut la confondre avec la carence en manganèse. Une véritable carence du sol en fer est rare, mais le fer peut être indisponible pour l'absorption par les plantes, en particulier si le pH du sol n'est pas compris entre 5 et 6,5 environ.
Un problème courant est l'excessive alcalinité  du sol (pH supérieur à 6,5). La carence en fer peut également se développer si le sol est trop gorgé d'eau ou a reçu trop de fertilisants. Certains éléments comme le calcium, le zinc, le manganèse, le phosphore  ou le cuivre, peuvent immobiliser le fer s'ils sont présents en grande quantité.
Le fer n'est pas un composant de la chlorophylle, mais il est indispensable à sa synthèse, ce qui explique que les plantes carencées manquent de chlorophylle et présentent des symptômes de chlorose. Par exemple, le fer est utilisé dans le site actif de la glutamyl-ARNt réductase, enzyme  nécessaire à la formation de l'acide δ-aminolévulinique qui est un précurseur de l'hème et de la chlorophylle.
Un excès de fer peut à l'inverse être toxique pour les plantes, en particulier pour les cultures de riz inondé en sols fortement acides.

## Symptômes

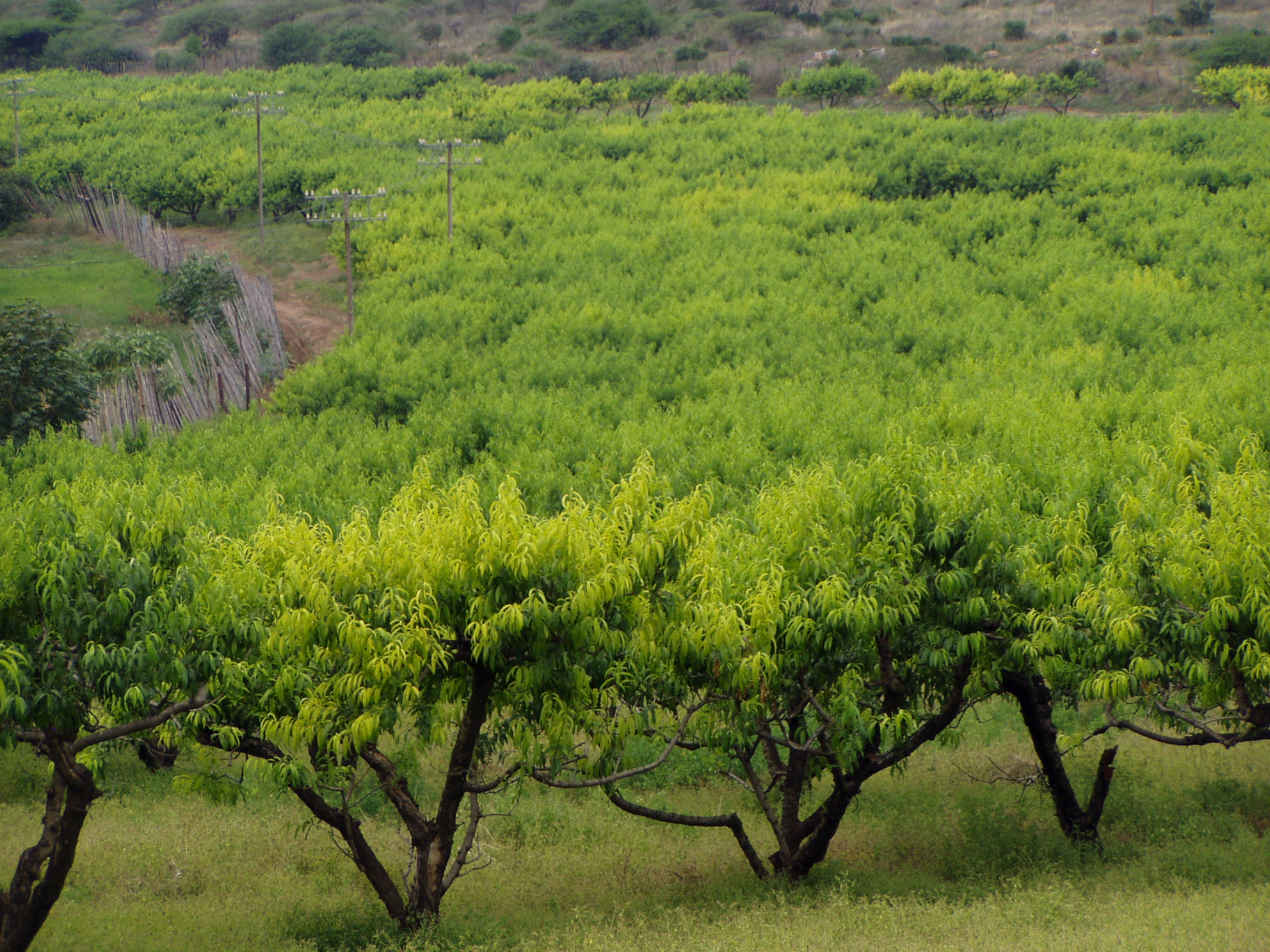
Symptômes de carence en fer sur des pêchers poussant sur sol calcaire à Muden (KwaZulu-Natal), climat subtropical semi-aride.

Les symptômes de la carence en fer sont, entre autres, le jaunissement ou le brunissement du limbe des feuilles dans les marges entre les nervures, ces dernières pouvant rester vertes, tandis que les jeunes feuilles peuvent paraître décolorées. La qualité des fruits peut être affectée ainsi que leur quantité. Toutes les espèces de plantes peuvent être affectées, mais les framboisiers et les poiriers sont particulièrement sensibles, ainsi que la plupart des plantes de sols acides telles que les azalées et les camélias.

## Traitement
La carence en fer peut être évitée en choisissant un sol approprié aux exigences des plantes cultivées (en évitant par exemple de cultiver des plantes acidophiles sur des sols calcaires), ou en ajoutant du fumier bien décomposé ou du compost.
Si on soupçonne une chlorose due à une carence ferrique, on peut contrôler le pH du sol à l'aide d'un instrument ou d'un kit de test approprié.
Il faut prélever un échantillon du sol en surface et en profondeur. 
Si le pH est supérieur à 7, il faut envisager  une correction du sol pour abaisser le pH vers une valeur comprise entre  6,5 et 7. 
La correction peut consister à : 
1. ajouter du compost, du fumier, de la tourbe  ou des matières organiques similaires (attention, certains mélanges du commerce de fumier ou de compost ont un pH compris entre 7 et 8 en raison de la chaux incorporée.).
2. appliquer du sulfate d'ammonium comme engrais azoté (engrais acidifiant en raison de la décomposition de l'ion ammonium en nitrate dans le sol et dans la zone des racines).
3. apporter du soufre élémentaire au sol (qui s'oxyde au fil des mois pour produire des sulfates ou sulfites, abaissant le pH).

Remarque: l'ajout direct d'acide, par exemple acide sulfurique, chlorhydrique ou citrique, est dangereux car cela peut libérer dans le sol des ions métalliques toxiques, qui seraient sinon liés. 
Le fer peut être mis à disposition des plantes immédiatement par l'utilisation de composés de sulfates ou chélates de fer.
Deux chélates de fer communs sont l'EDTA et l'EDDHA. 
Le sulfate de fer (sulfate ferreux) et l'EDTA  sont utiles seulement dans les sols jusqu'à un pH de 7,1 mais ils peuvent être utilisés en pulvérisation foliaire (nutrition foliaire). L'EDDHA  est utile jusqu'à un pH de 9 (sols très alcalins) mais doit être appliqué dans le sol et le soir pour éviter le risque de photodégradation. Dans le sol l'EDTA peut mobiliser le plomb, ce qui ne semble pas être le cas de l'EDDHA.